# Джон Гарднер Вілкінсон
Сер Джон Гарднер Вілкінсон (англ. Sir John Gardner Wilkinson,  5 жовтня 1797, Літл-Міссенден, Велика Британія — 29 жовтня 1875, Лландовері, Велика Британія) — англійський мандрівник, письменник і піонер єгиптології 19 століття. Його часто називають «батьком британської єгиптології».

## Біографія
Вілкінсон народився в Літтл-Міссендені, графство Бакінгемшир. Його батько був священиком з Вестморленда, преподобним Джоном Вілкінсоном, аматором, який захоплювався старожитностями. Вілкінсон успадкував скромний дохід від своїх рано померлих батьків. У 1813 році його опікун відправив його до школи Гарроу, а пізніше, у 1816 році, він вступив до Ексетер-коледжу в Оксфорді. Зрештою, Вілкінсон не здобув ступеня і, страждаючи від поганого здоров'я, вирішив поїхати до Італії. Там у 1819 році він зустрів антиквара сера Вільяма Гелла та вирішив вивчати єгиптологію.

### Перше перебування в Єгипті

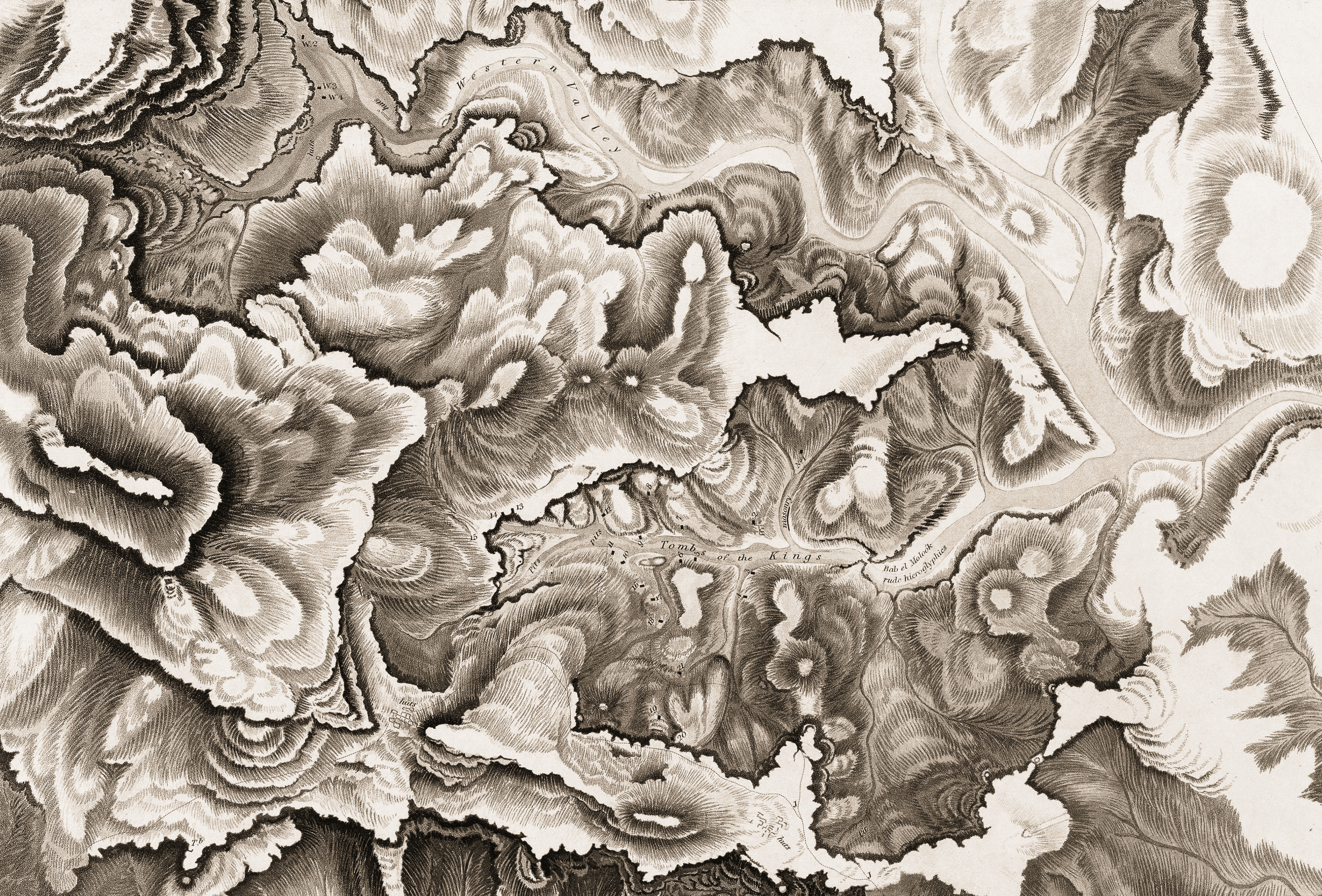
Система нумерації гробниць Долини царів, запропонована Вілкінсоном, використовується й донині.

Вілкінсон вперше прибув до Єгипту в жовтні 1821 року, будучи 24-річним молодим чоловіком, і залишався в країні безперервно ще 12 років. Під час свого перебування Вілкінсон відвідав практично всі відомі пам'ятки Стародавнього Єгипту, майстерно записуючи написи та картини як талановитий переписувач та складаючи численні нотатки.

### Повернення до Англії та почесті
Зрештою, повернувшись до Англії заради здоров'я в 1833 році, і успішно обравшись до Королівського товариства в 1834 році, Вілкінсон продовжив публікувати свої дослідження у великій кількості видань. Хоча передували «Топографія Фів» та «Загальний вигляд Єгипту» в 1835 році, найважливішою роботою Вілкінсона була «Звичаї та манери стародавніх єгиптян». Вперше опублікована в трьох томах у 1837 році та згодом проілюстрована Джозефом Бономі, ця книга залишалася найкращим загальним викладом культури та історії Стародавнього Єгипту протягом наступних півстоліття. Визнання за цю публікацію принесло Вілкінсону лицарське звання в 1839 році та забезпечило йому звання першого видатного британського єгиптолога.

### Подальші подорожі та дослідження

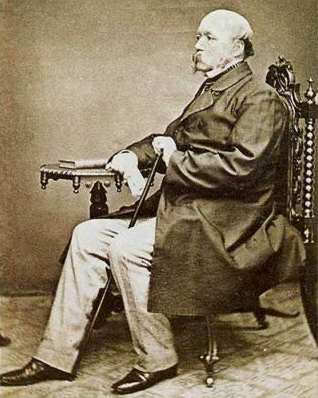
Джон Гарднер Вілкінсон, єгиптолог

Ну і тепер сер Джон Гарднер Вілкінсон повернувся до Єгипту в 1842 році, опублікувавши статтю під назвою «Огляд долини озер Натрон» у «Журналі Географічного товариства» в 1843 році. Того ж року було опубліковано перероблене та доповнене видання його «Топографії» під назвою «Мусульманський Єгипет та Фіви».
Вілкінсон подорожував Далмацією, Чорногорією, Боснією та Герцеговиною протягом 1844 року, а звіт про його спостереження був опублікований у 1848 році (Далмація та Чорногорія, 2 томи).
За третім візитом до Єгипту в 1848–1849 роках відбувся останній візит до Фів у 1855 році. Після цього Вілкінсон залишився в Англії, де досліджував корнуольські старожитності та вивчав зоологію.

### Шлюб, смерть та спадщина
У 1856 році, у віці 59 років, він одружився з Керолайн Кетрін Лукас (нар. 1822), дочкою Генрі Лукаса з Гламорганширу. Леді Вілкінсон працювала над редагуванням рукописів свого чоловіка, а також написала кілька власних книг, найуспішнішою з яких була «Бур'яни та польові квіти» (1858).
Вілкінсон помер у Лландовері в 1875 році. Він заповів свої колекції з детальним каталогом у 1864 році своїй кузині, леді Джорджіані Стенгоуп Ловелл, яка вийшла заміж за сера Джона Гарпера Крю в абатстві Калк (тепер належить Національному фонду). Він залишив свою вдову у скрутному фінансовому становищі, з якого її врятувала пенсія, яку Бенджамін Дізраелі вмовив королеву надати їй.
Документи Вілкінсона зараз зберігаються в Бодліанській бібліотеці в Оксфорді та є безцінним джерелом інформації про деякі з найдавніших зафіксованих станів (датованих 1821–1856 роками, до появи широкого туризму та колекціонування) багатьох єгипетських пам'яток. Його бібліотека та дві папки з планами зберігаються в колекції Національного фонду в абатстві Калк. Багато історичних місць згодом були пошкоджені або взагалі втрачені, що робить роботу Вілкінсона ще важливішою.

## Публікації
- Materia Hieroglyphica (1828)
- Топографія Фів та загальний вигляд Єгипту, Лондон, 1835
- Далмація та Чорногорія, Лондон, 1848
- Звичаї та манери стародавніх єгиптян, включаючи їхнє приватне життя, уряд, закони, мистецтво, ремесла, релігію, сільське господарство та ранню історію, отримані шляхом порівняння картин, скульптур та пам'ятників, що досі існують, з розповідями стародавніх авторів (6 томів, 1837–41).[8] Нове видання, перероблене та виправлене, 1878
- «Сучасний Єгипет та Фіви: опис Єгипту; включаючи інформацію, необхідну для мандрівників у цій країні». (1843) Повний текст доступний на Google Books.

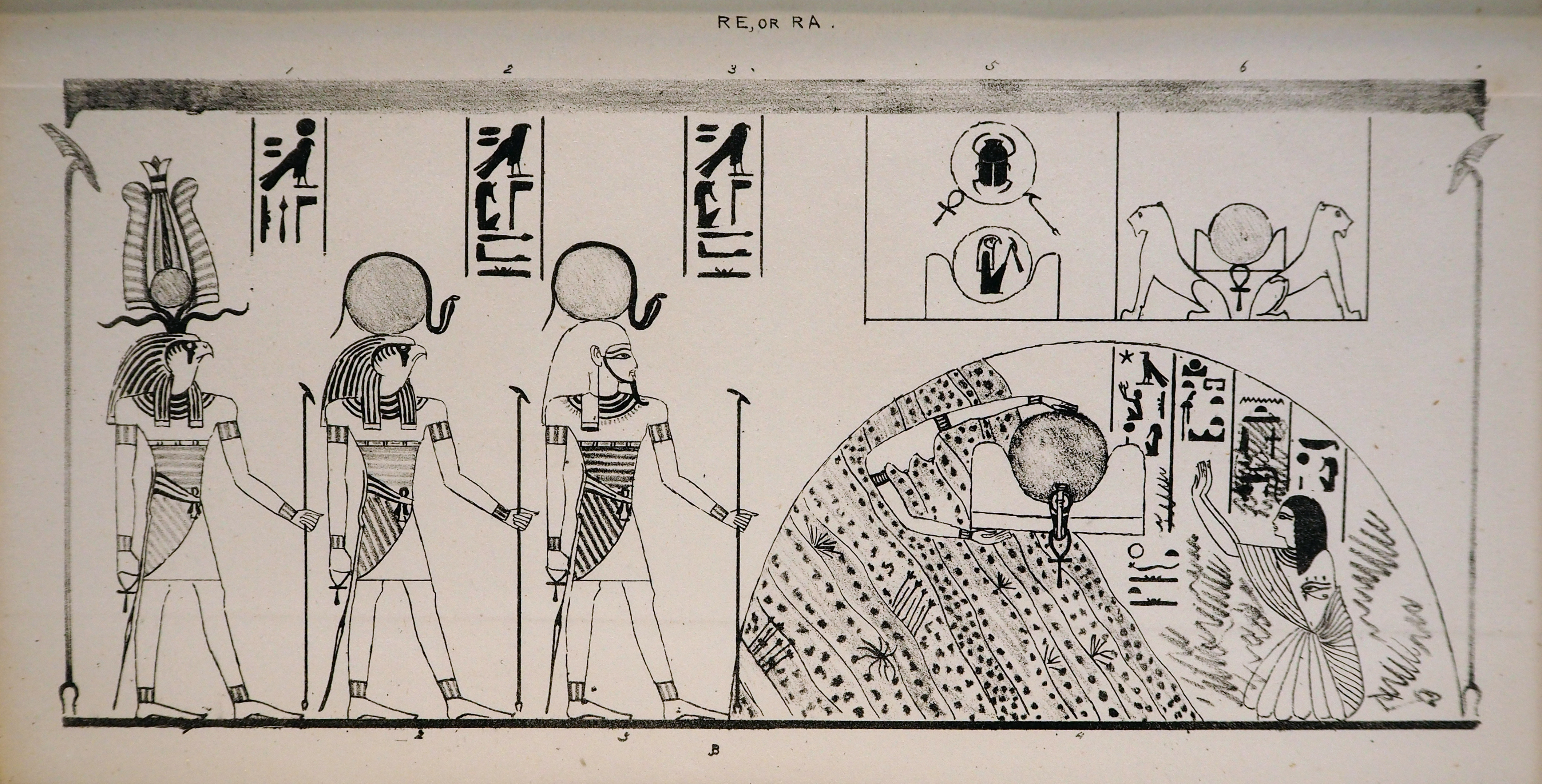
Платівка 29: «Ра або Ре», 1841
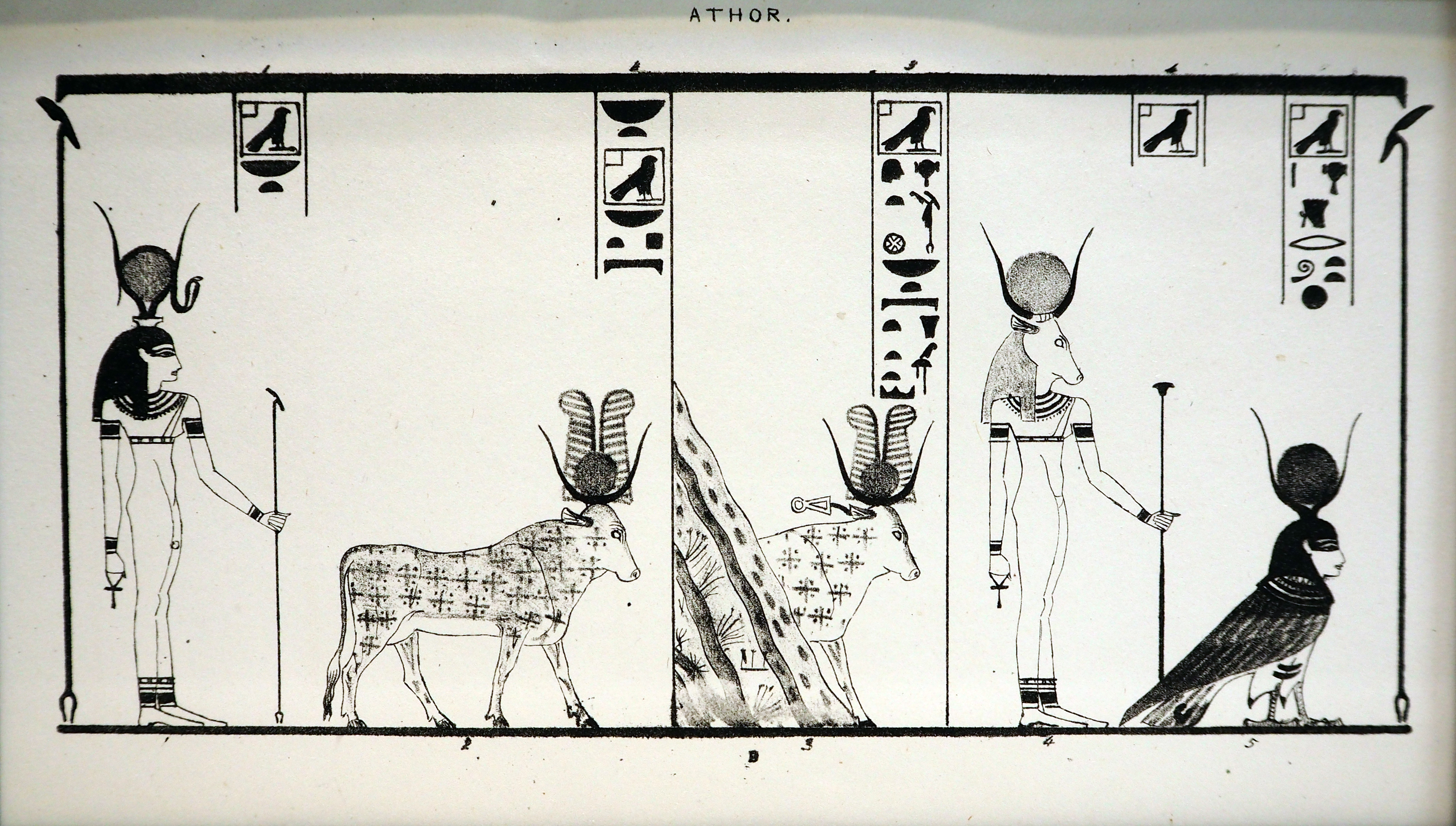
Платівка 36: «Атор», 1841
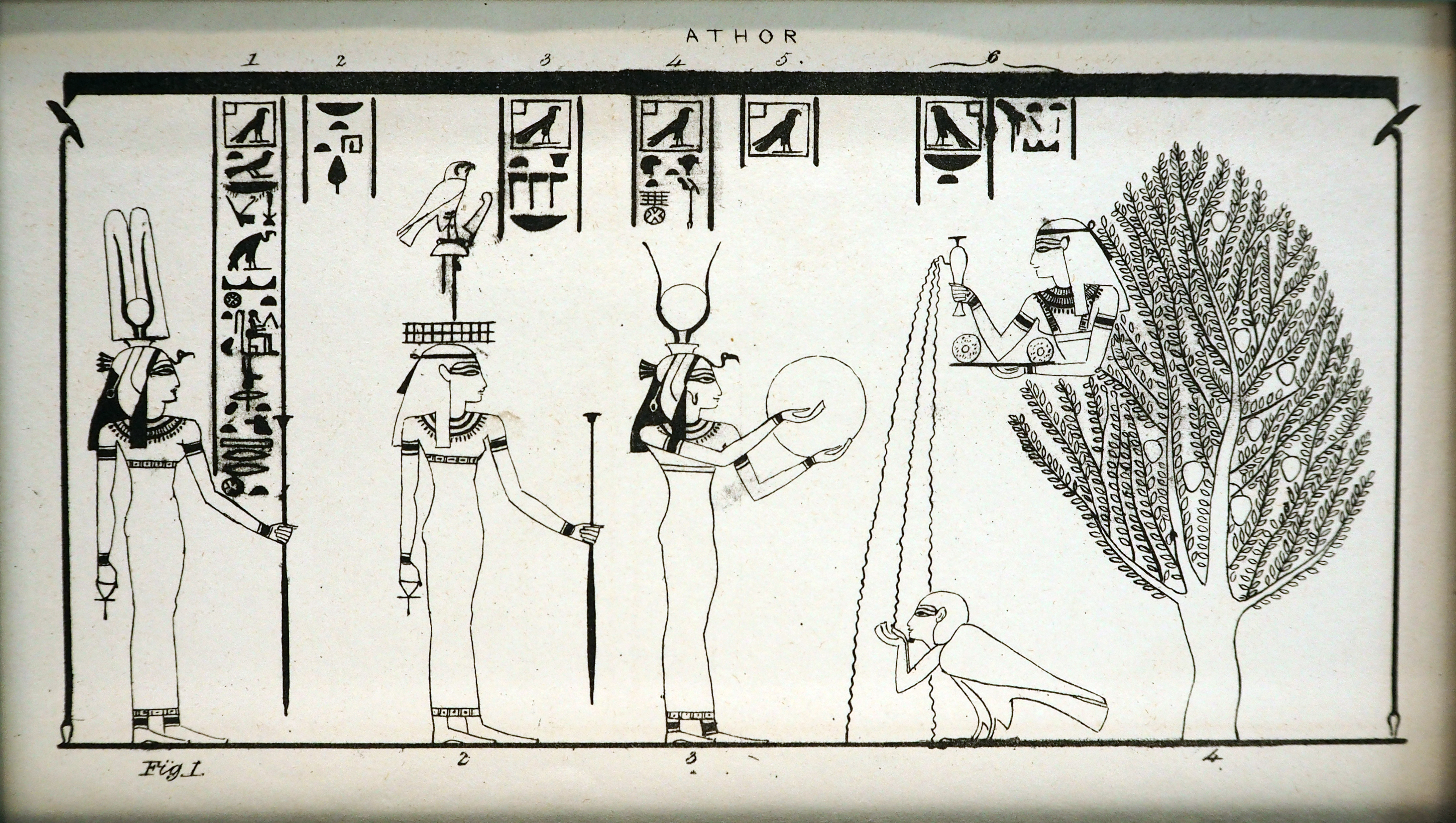
Пласт'івка 36A: «Атор у дереві Персея», 1841

## Додаткова література
- Флінн, Сара Дж. А. (1992). Сер Джон Гарднер Вілкінсон, мандрівник і єгиптолог (1797-1875). Оксфорд: Бібліотека Бодлі.
- Томпсон, Джон Джейсон (1992). Сер Гарднер Вілкінсон та його коло. Видавництво Техаського університету.
- Вілкінсон, Тобі (2020). Світ під пісками: шукачі пригод та археологи в золотий вік єгиптології (Hardbook). Лондон: Picador. ISBN 978-1-5098-5870-5.

## Зовнішні посилання
Wilkinson's watercolor of a "Woman in the Tomb at Thebes"
- Gardner Wilkinson: Modern Egypt and Thebes на сайті Archive.org